# Regeringen Cioloș
Regeringen Cioloș var Rumäniens regering mellan 17 november 2015 och 4 januari 2017. Regeringen leddes av den partipolitiskt oberoende Dacian Cioloș, och var att betrakta som en teknokratregering. Regeringen efterträdde den tidigare regeringen Ponta IV och efterträddes 2017 av regeringen Grindeanu.

## Sammansättning
| Bild                  | Titel                                                          | Namn                     | Parti | Parti     | Tillträdde       | Avgick           |                |
| --------------------- | -------------------------------------------------------------- | ------------------------ | ----- | --------- | ---------------- | ---------------- | -------------- |
|                       | Premiärminister                                                | Dacian Cioloș            |       | oberoende | 17 november 2015 | 4 januari 2017   |                |
| Vice premiärministrar |                                                                |                          |       |           |                  |                  |                |
|                       | Vice premiärminister och regionminister                        | Vasile Dîncu             |       | oberoende | 17 november 2015 | 4 januari 2017   |                |
|                       | Vice premiärminister och ekonomi-, handels- och turismminister | Costin Borc              |       | oberoende | 17 november 2015 | 4 januari 2017   |                |
| Ministrar             |                                                                |                          |       |           |                  |                  |                |
|                       | Utrikesminister                                                | Lazăr Comănescu          |       | oberoende | 17 november 2015 | 4 januari 2017   |                |
|                       | Inrikesminister                                                | Petre Tobă               |       | oberoende | 17 november 2015 | 1 september 2016 |                |
|                       | Inrikesminister                                                | Dragoș Tudorache         |       | oberoende | 6 september 2016 | 4 januari 2017   |                |
|                       | Försvarsminister                                               | Mihnea Motoc             |       | oberoende | 17 november 2015 | 4 januari 2017   |                |
|                       | Finansminister                                                 | Anca Paliu Dragu         |       | oberoende | 17 november 2015 | 4 januari 2017   |                |
|                       | Jordbruksminister                                              | Achim Irimescu           |       | oberoende | 17 november 2015 | 4 januari 2017   |                |
|                       | Energiminister och näringsminister                             | Victor Grigorescu        |       | oberoende | 17 november 2015 | 4 januari 2017   |                |
|                       | Utbildningsminister                                            | Adrian Curaj             |       | oberoende | 17 november 2015 | 5 juli 2016      |                |
|                       | Utbildningsminister                                            | Mircea Dumitru           |       | oberoende | 7 juli 2016      | 4 januari 2017   |                |
|                       | Kulturminister                                                 | Vlad Alexandrescu        |       | oberoende | 17 november 2015 | 28 april 2016    |                |
|                       | Kulturminister                                                 | Corina Șuteu             |       | oberoende | 3 maj 2016       | 4 januari 2017   |                |
|                       | Minister för europeiska fonder                                 | Aura Răducu              |       | oberoende | 17 november 2015 | 27 april 2016    |                |
|                       | Minister för europeiska fonder                                 | Cristian Ghinea          |       | oberoende | 27 april 2016    | 26 oktober 2016  | 4 januari 2017 |
|                       | Minister för europeiska fonder                                 | Dragoș-Cristian Dinu     |       | oberoende | 27 oktober 2016  |                  |                |
|                       | Justitieminister                                               | Raluca Prună             |       | oberoende | 17 november 2015 | 4 januari 2017   |                |
|                       | Miljöminister                                                  | Cristiana Pașca Palmer   |       | oberoende | 17 november 2015 | 4 januari 2017   |                |
|                       | Arbetsmarknads-, familje-, social- och äldreminister           | Claudia Moarcăș          |       | oberoende | 17 november 2015 | 14 april 2016    |                |
|                       | Arbetsmarknads-, familje-, social- och äldreminister           | Dragoș Pâslaru           |       | oberoende | 18 april 2016    | 4 januari 2017   |                |
|                       | Minister för informationssamhället                             | Marius Bostan            |       | oberoende | 17 november 2015 | 5 juli 2016      |                |
|                       | Minister för informationssamhället                             | Delia Popescu            |       | oberoende | 10 augusti 2016  | 4 januari 2017   |                |
|                       | Hälsominister                                                  | Patriciu Achimaș-Cadariu |       | oberoende | 17 november 2015 | 9 maj 2016       |                |
|                       | Hälsominister                                                  | Vlad Voiculescu          |       | oberoende | 20 maj 2016      | 4 januari 2017   |                |
|                       | Ungdoms- och idrottsminister                                   | Elisabeta Lipă           |       | oberoende | 17 november 2015 | 4 januari 2017   |                |
|                       | Transportminister                                              | Dan Costescu             |       | oberoende | 17 november 2015 | 5 juli 2016      |                |
|                       | Transportminister                                              | Sorin Bușe⁠               |       | oberoende | 7 juli 2016      | 4 januari 2017   |                |
| Biträdande ministrar  |                                                                |                          |       |           |                  |                  |                |
|                       | Biträdande minister för social dialog                          | Violeta Alexandru        |       | oberoende | 17 november 2015 | 4 januari 2017   |                |
|                       | Biträdande minister för relationen med rumäner utomlands       | Dan Stoenescu            |       | oberoende | 17 november 2015 | 5 juli 2016      |                |
|                       | Biträdande minister för relationen med rumäner utomlands       | Maria Ligor⁠              |       | oberoende | 7 juli 2016      | 4 januari 2017   |                |
|                       | Biträdande minister för relationen med parlamentet             | Ciprian Bucur            |       | oberoende | 17 november 2015 | 4 januari 2017   |                |